# Рор (каста)
Рор (или Род) — каста, распространенная преимущественно в индийских штатах Харьяна и Уттар-Прадеш.

## Род занятий и культура
По данным отчета правительства Харьяны за 1990 год, они в основном занимались сельским хозяйством, некоторые занимались животноводством.
Расположенный в Карнале, Ror Mahasabha функционирует для проведения социальных реформ. Rors являются традиционными индуистами по религии, хотя некоторые являются сикхами, а небольшой процент следует Arya Samaj. Холи и Дивали являются основными празднуемыми праздниками.

## Кланы
Народ рор подразделяется на различные кланы, некоторые из которых пересекаются с другими группами, в частности с джатсами. Кланы перечислены ниже:
- Дахия
- шартан
- Кадиан
- Намылить
- Малик
- Махла
- Сангван

## Известные люди
- Манодж Кумар, боксер
- Нирадж Чопра, легкоатлет, золотой призер Олимпиады в Токио 2020 г.